# Skiflug-Weltmeisterschaft 2004

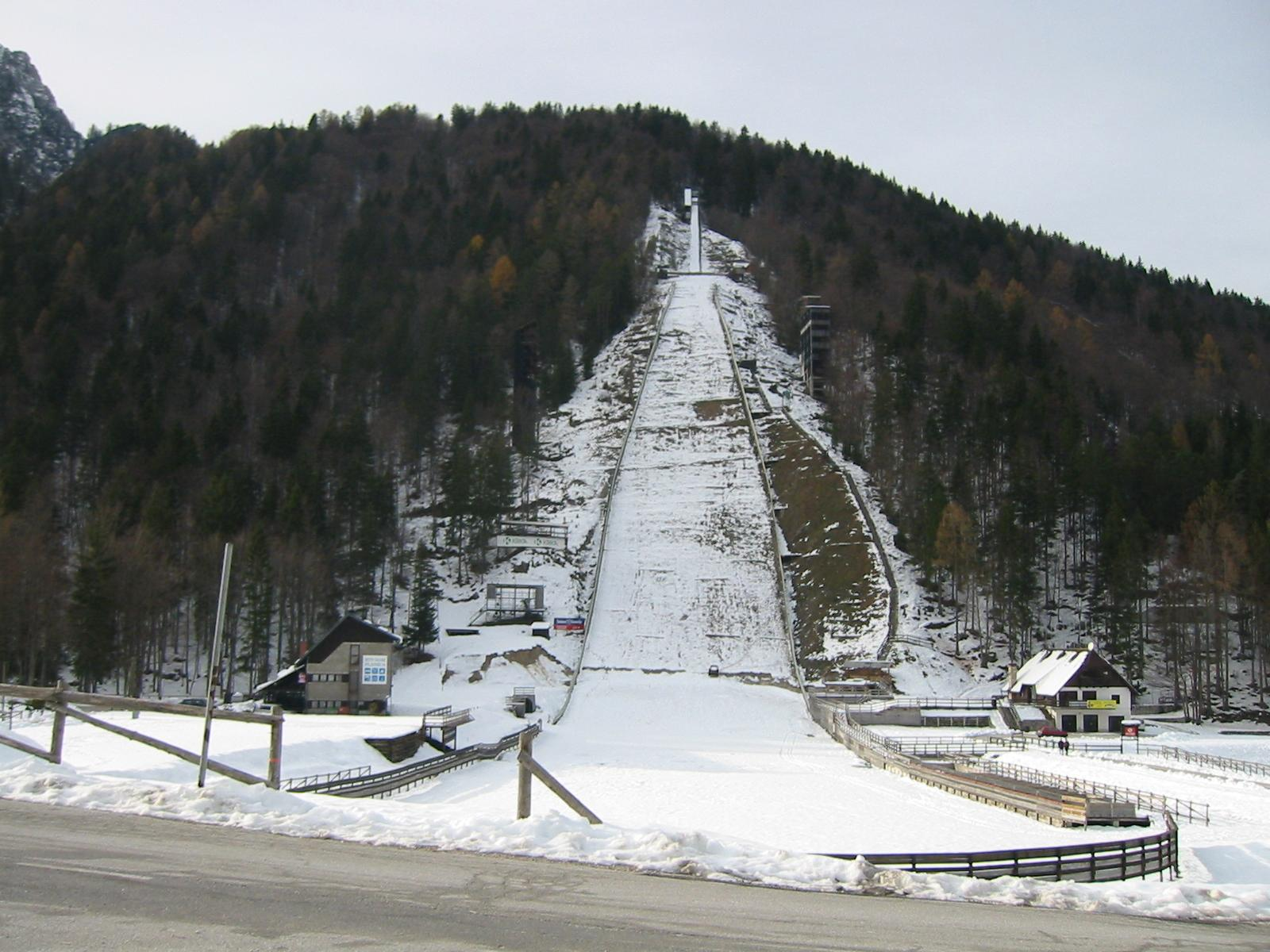
Letalnica

Die Skiflug-Weltmeisterschaft 2004 fand vom 19. bis zum 22. Februar auf der Letalnica im slowenischen Planica statt.
Den Einzelwettbewerb gewann Roar Ljøkelsøy aus Norwegen vor den beiden Finnen Janne Ahonen und Tami Kiuru. Im Teamwettbewerb siegte die Norwegische Mannschaft, Zweiter wurde Finnland und Dritter Österreich.

## Teilnehmer
Zur Weltmeisterschaft reisten 55 Sportler aus 18 Ländern an (in Klammern Anzahl Sportler):
| - Deutschland (5) - Estland (2) - Finnland (4) - Frankreich (2) - Japan (4) - Norwegen (4) - Österreich (4) - Polen (4) - Russland (4) | - Schweden (1) - Schweiz (2) - Slowakei (1) - Slowenien (4) - Südkorea (2) - Tschechien (4) - Vereinigte Staaten (2) - Belarus (4) - Italien (2) |

## Einzelwettbewerb
| Platz | Name                 | Land               | Punkte |
| ----- | -------------------- | ------------------ | ------ |
| 01    | Roar Ljøkelsøy       | Norwegen           | 832,1  |
| 02    | Janne Ahonen         | Finnland           | 814,1  |
| 03    | Tami Kiuru           | Finnland           | 813,0  |
| 04    | Georg Späth          | Deutschland        | 808,8  |
| 05    | Tommy Ingebrigtsen   | Norwegen           | 807,2  |
| 06    | Bjørn Einar Romøren  | Norwegen           | 798,7  |
| 07    | Matti Hautamäki      | Finnland           | 794,9  |
| 08    | Veli-Matti Lindström | Finnland           | 783,7  |
| 09    | Sigurd Pettersen     | Norwegen           | 781,5  |
| 10    | Michael Uhrmann      | Deutschland        | 778,9  |
| 11    | Adam Małysz          | Polen              | 777,1  |
| 12    | Robert Kranjec       | Slowenien          | 773,7  |
| 13    | Thomas Morgenstern   | Österreich         | 757,8  |
| 14    | Simon Ammann         | Schweiz            | 744,0  |
| 15    | Wolfgang Loitzl      | Österreich         | 713,0  |
| 16    | Andreas Widhölzl     | Österreich         | 709,1  |
| 17    | Sven Hannawald       | Deutschland        | 701,9  |
| 18    | Emmanuel Chedal      | Frankreich         | 690,6  |
| 19    | Martin Höllwarth     | Österreich         | 624,5  |
| 20    | Daiki Itō            | Japan              | 614,3  |
| 21    | Rok Benkovič         | Slowenien          | 609,9  |
| 22    | Clint Jones          | Vereinigte Staaten | 607,3  |
| 23    | Andreas Küttel       | Schweiz            | 594,8  |
| 24    | Noriaki Kasai        | Japan              | 583,6  |
| 25    | Jens Salumäe         | Estland            | 575,5  |
| 26    | Hideharu Miyahira    | Japan              | 560,7  |
| 27    | Denis Kornilow       | Russland           | 556,5  |
| 28    | Mateusz Rutkowski    | Polen              | 501,6  |
| 29    | Martin Mesík         | Slowakei           | 498,0  |
| 30    | Maximilian Mechler   | Deutschland        | 471,6  |

Nach dem ersten Durchgang ausgeschiedene Springer
| Platz | Springer           | Land        | Note  |
| ----- | ------------------ | ----------- | ----- |
| 31    | Primož Peterka     | Slowenien   | 120,4 |
| 32    | Dmitri Wassiljew   | Russland    | 119,4 |
| 33    | Martin Schmitt     | Deutschland | 119,0 |
| 34    | Alexei Silajew     | Russland    | 112,7 |
| 35    | Jakub Janda        | Tschechien  | 110,5 |
| 36    | Jan Mazoch         | Tschechien  | 100,5 |
| 37    | Jan Matura         | Tschechien  | 097,2 |
| 38    | Johan Eriksson     | Schweden    | 097,1 |
| 39    | Dmitri Ipatow      | Russland    | 088,8 |
| 40    | Stefano Chiapolino | Italien     | 085,4 |
| 41    | Akira Higashi      | Japan       | 081,1 |
| 42    | Maksim Anissimau   | Belarus     | 079,2 |
| 43    | Wojciech Skupień   | Polen       | 072,9 |
| 44    | Pjotr Tschaadajew  | Belarus     | 072,9 |
| 45    | Tommy Schwall      | USA         | 064,8 |
| 46    | Peter Žonta        | Slowenien   | 061,8 |
| 47    | Lukáš Hlava        | Tschechien  | 060,9 |
| 48    | Jaan Jüris         | Estland     | 055,6 |
| 49    | Kang Chil-gu       | Südkorea    | 049,8 |
| 50    | Choi Heung-chul    | Südkorea    | 047,4 |
| 51    | Nicolas Dessum     | Frankreich  | 045,2 |
| 52    | Robert Mateja      | Polen       | 039,0 |
| 53    | Giancarlo Adami    | Italien     | 036,6 |
| 54    | Alexander Swetlow  | Belarus     | 030,6 |
| DNS   | Dimitri Afanasenko | Belarus     |       |

Die am Donnerstag, dem 19. 2., geplante Qualifikation entfiel wegen zu starkem Seitenwind und anhaltendem Schneefall. Deshalb wurde der erste Durchgang am 20. 2. mit dem gesamten Starterfeld durchgeführt. Für die weiteren drei Flüge qualifizierten sich nur die besten 30 Athleten des ersten Durchgangs.
Im ersten Durchgang schafften bei geringem Anlauf nur zwei Skiflieger die 200-Meter-Marke. Am weitesten flog Tommy Ingebrigtsen (204,5 m), nur knapp dahinter landete Georg Späth (203,5 m). Im zweiten Durchgang verlängerte die Jury den Anlauf. Späth profitierte davon und flog auf die deutsche Rekordweite von 225 Meter. Ingebrigtsen erreichte dieselbe Weite, jedoch stürzte er und bekam dadurch etliche Punkte von den Kampfrichtern abgezogen. Am Ende des ersten Tages bzw. der ersten beiden Durchgänge führte so Georg Späth überraschend mit 14,5 Punkten vor Tami Kiuru. Janne Ahonen lag weitere 4,7 Punkte dahinter und Roar Ljøkelsøy belegte zwischenzeitlich den vierten Platz mit einem Abstand von 0,4 Punkten auf Ahonen.
Am zweiten Tag konnte Späth nicht an die Leistungen des Vortags anknüpfen. Mit Flügen auf 202,5 und 195,5 Metern erreichte er letzten Endes den vierten Platz. Janne Ahonen verwies im letzten Durchgang seinen Landsmann Kiuru auf den dritten Platz und sicherte sich damit die Silbermedaille. Souverän siegte dagegen Roar Ljøkelsøy. Er flog im dritten Durchgang 222 und im vierten Durchgang 210,5 Meter weit.
Dominiert wurde der Einzelwettbewerb von skandinavischen Fliegern. Acht der besten Zehn stammten aus Norwegen oder Finnland. Die restlichen zwei waren Deutsche, Michael Uhrmann und Georg Späth. Enttäuschend verlief der Wettbewerb für Titelverteidiger Sven Hannawald (17. Platz) und Mitfavorit Adam Małysz (11. Platz). Vize-Weltmeister Martin Schmitt konnte sich durch einen verpatzten Flug im ersten Durchgang nicht für die weiteren Durchgänge als 33. qualifizieren. Auch die Österreicher enttäuschten. Ihr bester Springer Thomas Morgenstern landete auf Platz 13.

## Teamwettbewerb
| Platz | Land        | Springer                                                                | Punkte |
| ----- | ----------- | ----------------------------------------------------------------------- | ------ |
| 01    | Norwegen    | Bjørn Einar Romøren Sigurd Pettersen Tommy Ingebrigtsen Roar Ljøkelsøy  | 1711,8 |
| 02    | Finnland    | Veli-Matti Lindström Tami Kiuru Matti Hautamäki Janne Ahonen            | 1704,1 |
| 03    | Österreich  | Wolfgang Loitzl Thomas Morgenstern Andreas Goldberger Andreas Widhölzl  | 1620,8 |
| 04    | Deutschland | Martin Schmitt Georg Späth Sven Hannawald Michael Uhrmann               | 1606,4 |
| 05    | Japan       | Daiki Itō Noriaki Kasai Akira Higashi Hideharu Miyahira                 | 1574,5 |
| 06    | Slowenien   | Bine Zupan Rok Benkovič Robert Kranjec Primož Peterka                   | 1503,4 |
| 07    | Russland    | Dmitri Wassiljew Dmitri Ipatow Denis Kornilow Alexei Silajew            | 1404,5 |
| 08    | Polen       | Adam Małysz Mateusz Rutkowski Robert Mateja Wojciech Skupień            | 1386,8 |
| 09    | Tschechien  | Lukáš Hlava Jan Mazoch Jan Matura Jakub Janda                           | 0674,9 |
| 10    | Belarus     | Dimitri Afanasenko Alexander Swetlow Pjotar Tschaadajeu Maxim Anissimau | 0372,4 |

Zum ersten Mal fand am Sonntag, dem 22. Februar 2004, im Rahmen einer Skiflug-Weltmeisterschaft ein Teamwettbewerb statt. In zwei Durchgängen starteten jeweils vier Skiflieger pro Mannschaft. Acht Teams traten an. Aufgrund des Einzelwettbewerbs waren Norwegen und Finnland die Favoriten. Zwischen beiden Nationen wechselte ständig die Führung. Nach dem ersten Durchgang lag Norwegen knapp mit 11,3 Punkten in Front. Im zweiten Durchgang gelang Bjørn Einar Romøren der weiteste Flug der gesamten Weltmeisterschaft auf 227 Meter. Als letzter Skiflieger seiner Mannschaft sicherte Roar Ljøkelsøy mit einem Satz auf 225 Meter die Goldmedaille für Norwegen. Nur 7,7 Punkte dahinter belegte Finnland den zweiten Platz. Um den dritten Platz wetteiferten Österreich, Deutschland und Japan. Österreich konnte sich schließlich durchsetzen und Bronze holen.